# Andréia Evaristo
Andréia Alves Evaristo (Catalão, 4 de setembro de 1971) é uma  ex-voleibolista indoor brasileira que atuava na posição de Oposto, com marca de alcance no ataque de 300cm e 290 cm no bloqueio.Em clubes foi vice-campeã do Campeonato Sul-Americano de Clubes de 1997 na Colômbia. Atuava como treinadora na Espanha e, recentemente, retornou para sua cidade natal para iniciar projetos de inclusão social com o esporte.

## Carreira
A prática desportiva já fazia parte da trajetória de Andréia por orientação médica, com apenas oito anos de idade já  praticava natação, handebol, atletismo e basquete, mas foi no voleibol que enveredou para o profissionalismo, isto em sua terra natal, precisamente em 1990 quando atuou pelo Clube Olímpico Catalão.
Transferiu-se em 1994 para o Clube Fênix do Rio Verde e seu desempenho por este clube a levou a ser contratada por clubes paulistas.
Foi  atleta da Uniban/São Caetano  cujo técnico  era  William Carvalho, obtendo o título dos Jogos Abertos do Interior de 1997  e da Copa Brasil no mesmo ano. e alcançou o quinto lugar na Superliga Brasileira A 1997-98 e por este clube disputou o Campeonato Sul-Americano de Clubes de 1997 em Medellín, na  Colômbia , ao final obteve  a medalha de prata.
Na jornada esportiva de 1999-00 foi contratada pela equipe da Petrobrás/Macaé e por este disputou a correspondente edição da Superliga Brasileira A alcançando a sexta posição ao final competição.
Pela primeira vez transferiu-se para um clube no exterior, desta vez foi contratada para atuar no voleibol italiano  e  atuou pelo  Brums Busto Arsizio na temporada 2000-01, competindo na Liga A2 Italiana, finalizando na décima terceira posição, na luta para permanenia nesta divisão venceu  as semifinais do playout  e na Copa A2 Itáliaregistrando 431 pontos em 109 sets jogados, sendo a maior pontuadora da edição.
Na temporada seguinte permanece no Brums Busto Arsizio e novamente disputou a Liga A2 Italiana finalizando na décima segunda posição e na Copa A2 Itália sofreu eliminação nas oitavas de final.Depois seguiu sua trajetória no  voleibol portugues.Em 2007 foi tentar a sorte no clube espanhol do CV Marineda, mas não houve a contratação.
Em 2010  foi contratada pelo GH Ecay Leadernet/ Iruña Voley para disputar a Liga FEV  2010-11 (terceira divisão)conquistando o título da acesso.
Na temporada 2011-12 permanece no “GH Ecay Leadernet/Iruña”  e disputou a segunda divisão,  conquistou o titulo simbólico da Superliga Espanhola A2 de inverno conquistando o titulo e conseguindo o acessoe foi a quarta melhor oposta da edição.
Na jornada seguinte renovou com “GH Ecay Leadernet/Iruña”  sua quinta temporada defendendo o clube, durante esta trajetória participou de quatro campeonatos de acesso  participando da Superliga Espanhola A1 2012-13, elite nacional, finalizando na quinta colocação.
Na temporada 2013-14 participou de amistosos pelo “GH Ecay Leadernet/Iruña”, chegando atuar na posição de central e atuou com árbitra em partidas da Superliga Espanhola A2.
Radicada na Espanha, depois trilhou a carreira de treinadora do CD Ibararte de Zubiri e Club Miravalles,  também sendo monitora em 2015 das categorias infantil e infantojuvenil do CD San Cernin e colégios.

## Títulos e resultados
- Superliga Espanhola A2:2011-12[14]
- Liga FEV (Espanha):2010-11[12]
- Copa Brasilː1997[3]
- Jogos Abertos do Interior de São Paulo:1997

## Premiações individuais
- 4ª Melhor Oposta da Superliga Espanhola  A2 2011-12[16]